# Željko Zagorac
Željko (Želimir) Zagorac (Gospić, 9. ožujka 1981.) je slovenski profesionalni košarkaš. Igra na poziciji krilnog centra, a trenutačno je član Heliosa iz Domžala. Njegova obitelj je podrijetlom iz Srbije. Njegov rođeni brat Saša je također košarkaš i reprezentativac Slovenije.

## Slovenska košarkaška reprezentacija
Bio je član Slovenske košarkaške reprezentacije koja je nastupala na Svjetskom prvenstvu u Japanu 2006.

## Vanjske poveznice
- Profil na NLB.com